# Oberweser
Oberweser – dawna miejscowość i gmina w Niemczech, w kraju związkowym Hesja, w rejencji Kassel, w powiecie Kassel. 1 stycznia 2020 gminę połączono z gminą Wahlsburg i obie utworzyły nowo powstałą gminę Wesertal.